# Summerford (Canada)
Summerford is een gemeente (town) in de Canadese provincie Newfoundland en Labrador. De gemeente ligt verspreid over drie via de weg met elkaar verbonden eilanden in de Bay of Exploits, voor de noordkust van Newfoundland.

## Geografie
Het grootste deel van het grondgebied van Summerford bestaat uit het meest zuidelijke gedeelte van New World Island, een groot eiland vlak voor de kust van Newfoundland. Ook op Strong's Island, een eilandje pal ten zuiden van New World Island, wonen heel wat mensen. Op het smalste punt is een 150 meter lange dijk aangelegd met daarop Island Drive, een weg die beide eilanden met elkaar verbindt. 
Een onbewoond eiland dat tussen New World Island en Chapel Island in ligt, behoort eveneens tot het grondgebied van Summerford. Het heeft vooral belang omdat het aangedaan wordt door Route 340, die de verbinding met Newfoundland maakt.

## Geschiedenis
In 1971 werd de plaats Summerford erkend als een gemeente met de status van town.
In 2013 liet de provinciale overheid een haalbaarheidsonderzoek voeren naar de eventuele creatie van een fusiegemeente bestaande uit Summerford, Cottlesville, Virgin Arm-Carter's Cove en Parkview. De fusie vond echter nooit plaats en Summerfordbleef gewoon als zelfstandige gemeente voortbestaan.

## Demografie
Demografisch gezien is Summerford, net zoals de meeste kleine dorpen in de provincie, aan het krimpen. Tussen 1981 en 2021 daalde de bevolkingsomvang van 1.198 naar 805. Dat komt neer op een daling van 393 inwoners (-32,8%) in 40 jaar tijd.
| Demografische ontwikkeling van Summerford tussen 1951 en 2021              |
| -------------------------------------------------------------------------- |
|                                                                            |
| Bron: Statistics Canada (1951–1986, 1991–1996, 2001–2006, 2011–2016, 2021) |

## Gezondheidszorg
Gezondheidszorg wordt in de gemeente aangeboden door het New World Island Community Health Centre. Deze lokale zorginstelling valt onder de bevoegdheid van de Newfoundland and Labrador Health Services (sinds de opheffing van de gezondheidsautoriteit Central Health in april 2023). Het biedt de inwoners uit de omgeving basale eerstelijnszorg aan.